# Inventing Anna

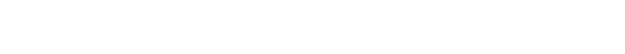
Logotipo de: Inventing Anna

Inventing Anna (Inventando a Anna en Hispanoamérica y ¿Quién es Anna? en España) es una miniserie de televisión en streaming de drama estadounidense creada y producida por Shonda Rhimes, basada en el artículo de la revista New York How Anna Delvey Tricked New York’s Party People, de Jessica Pressler.
La serie fue estrenada en Netflix el 11 de febrero de 2022.

## Reparto y personajes

### Principal
- Julia Garner como Anna «Delvey» Sorokin
- Anna Chlumsky como Vivian Kent (Jessica Pressler)
- Arian Moayed como Todd Spodek
- Katie Lowes como Rachel Williams
- Alexis Floyd como Neff Davis
- James Cusati-Moyer como Val
- Anders Holm como Jack
- Anna Deavere Smith como Maud
- Jeff Perry como Lou
- Terry Kinney como Barry
- Laverne Cox como Kacy Duke

### Recurrente
- Rebecca Henderson como Catherine McCaw
- Kate Burton como Nora Radford
- Tim Guinee como Paul
- Armand Schultz como Landon Bloom
- Anthony Edwards como Alan Reed[4]

### Invitado
- Caitlin FitzGerald como Mags
- James Cusati-Moyer como Val
- Saamer Usmani como Chase Sikorski
- Marika Domińczyk como Talia Mallay
- Joshua Malina como Henrick Knight
- Ben Rappaport como Billy McFarland
- Christopher Lowell como Noah
- Kieron J. Anthony como el Dr. Millikan

## Episodios
| N.º | Título                    | Dirigido por             | Escrito por                            | Fecha de lanzamiento original |
| --- | ------------------------- | ------------------------ | -------------------------------------- | ----------------------------- |
| 1   | «Life of a VIP»           | David Frankel            | Shonda Rhimes                          | 11 de febrero de 2022         |
| 2   | «The Devil Wore Anna»     | Tom Verica               | Matt Byrne                             | 11 de febrero de 2022         |
| 3   | «Two Birds, One Throne»   | Daisy von Scherler Mayer | Jess Brownell                          | 11 de febrero de 2022         |
| 4   | «A Wolf in Chic Clothing» | David Frankel            | Abby Ajayi                             | 11 de febrero de 2022         |
| 5   | «Check Out Time»          | Ellen Kuras              | Carolyn Ingber Lewinsky and Abby Ajayi | 11 de febrero de 2022         |
| 6   | «Friends in Low Places»   | Nzingha Stewart          | Jess Brownell                          | 11 de febrero de 2022         |
| 7   | «Cash on Delivery»        | Nzingha Stewart          | Abby Ajayi                             | 11 de febrero de 2022         |
| 8   | «Too Rich for Her Blood»  | Tom Verica               | Nicholas Nardini                       | 11 de febrero de 2022         |
| 9   | «Dangerously Close»       | Ellen Kuras              | Matt Byrne                             | 11 de febrero de 2022         |

## Producción

### Desarrollo
En junio de 2018, se anunció que Netflix y la compañía productora Shondaland habían adquirido el artículo de la revista New York «How Anna Delvey Tricked New York's Party People», de Jessica Pressler, convirtiéndolo en una serie de televisión con Shonda Rhimes como productora y escritora, junto a Betsy Beers. David Frankel dirigió y produjo dos episodios de la serie, incluido el primero.

### Casting
En octubre de 2019, Julia Garner, Anna Chlumsky, Katie Lowes, Laverne Cox y Alexis Floyd se unieron al elenco de la serie. Madeline Brewer estaba preparada para interpretar el papel de Anna Delvey, pero tuvo que dejar el proyecto debido a conflictos de programación. En noviembre de 2019, Arian Moayed, Anders Holm, Anna Deavere Smith, Jeff Perry y Terry Kinney se unieron al elenco de la serie. En febrero de 2020, Jennifer Esposito se unió al elenco de la serie.

### Rodaje
La fotografía principal comenzó en octubre de 2019.